# Pinares y Dunas de San Antón
Los Pinares y Dunas de San Antón, en El Puerto de Santa María, fueron declarados por orden del 29 de enero de 1996 "espacio forestal de interés recreativo" y comprenden 91,55 hectáreas de monte entre las que se encuentran zonas de recreo, camping, venta, paseo marítimo y zona residencial. Se ubica junto a la playa de La Puntilla.

## Estructura

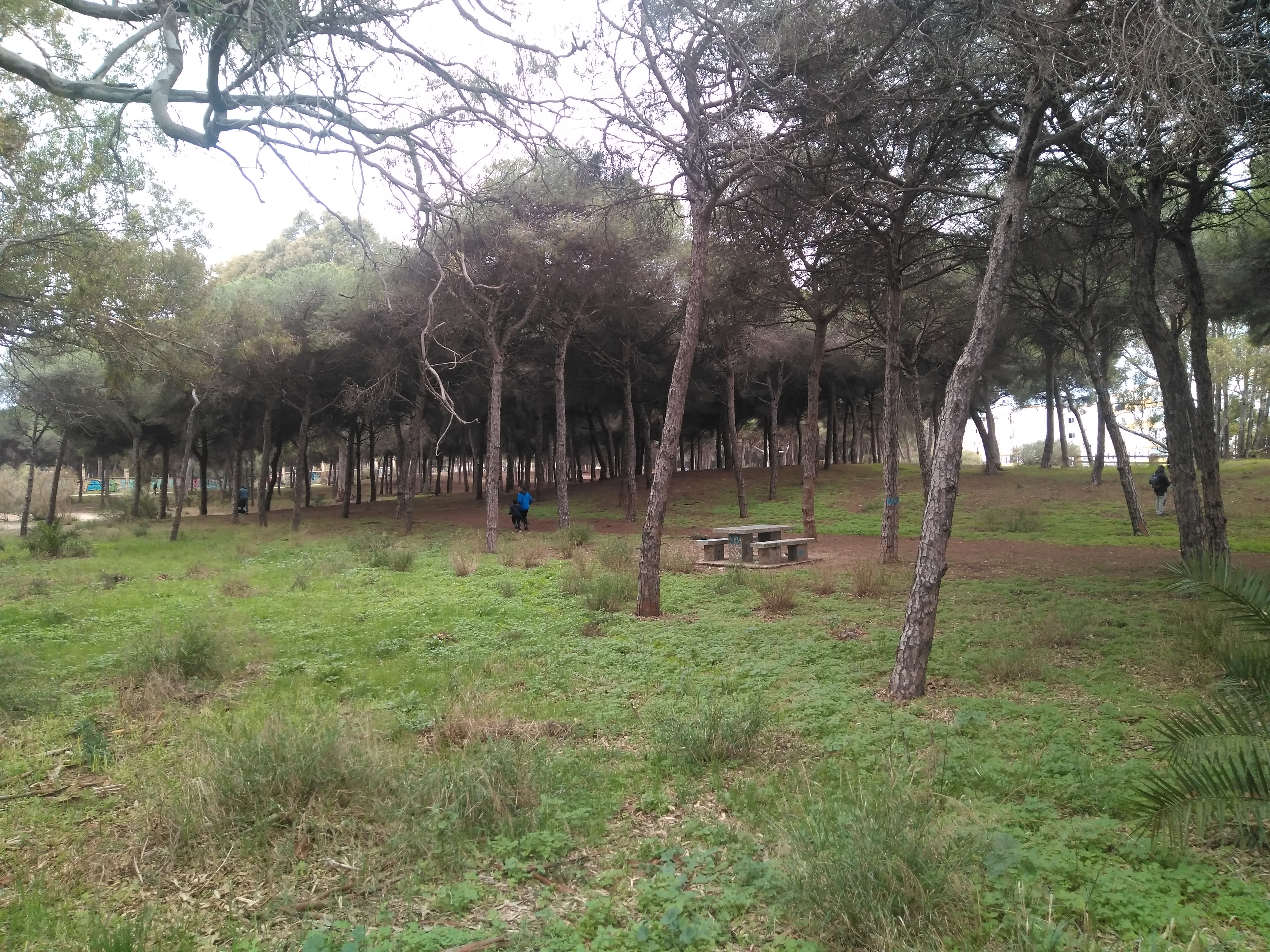
Pinar

Sobre un sistema de dunas litorales se encuentra un bosque de pino piñonero o pinar con sotobosque de retama costera, con una variada fauna, entre la que destaca el camaleón, especie en peligro de extinción.

## Recursos
Cuenta con zona de merendero y senderos.

## Protección
Forma parte este pinar y dunas de la Red de Espacios Naturales Protegidos de Andalucía.